# Riu Nerussa
El riu Nerussa (en rus: Нерусса) és un riu a les províncies d'Oriol i Briansk a Rússia, afluent esquerre del riu Desnà. Té una longitud de 161 quilòmetres i una conca de drenatge de 5.630 quilòmetres quadrats. El riu travessa la ciutat de Dmitrovsk.